# Appuntamento in nero (miniserie televisiva)
Appuntamento in nero è l'adattamento televisivo francese della novella drammatica dell'americano Cornell Woolrich, noto anche come William Irish, autore tra l'altro di un soggetto simile, del quale il regista francese François Truffaut trasse il film La sposa in nero (1967).

## Trama
Jean e Catherine, fidanzati prossimi alle nozze, devono incontrarsi in una piazza di un borgo della provincia francese ma lui la troverà cadavere, uccisa da una bottiglia lanciata per gioco da un piccolo aereo in volo.
Tempo dopo, trovato impiego in un aeroporto per presto licenziarsi, Jean risale alla lista dei passeggeri, un gruppo di facoltosi di ritorno da una battuta di caccia, appuntando i loro nomi su un quaderno. La ricerca inizia con il pilota, per apprendere dai familiari la notizia della sua morte. Appare ben presto la figura dell'ispettore di Polizia Victor Camaret, il quale sta indagando sulla morte apparentemente accidentale di una donna di mezza età, colpita da tetano a seguito di una ferita con un chiodo. Suo marito George Garisset ha ricevuto una lettera misteriosa, inviata da Jean dove riferisce di aver procurato lui stesso l'incidente, "punendolo" così con la privazione della consorte.
La puntata successiva vede come vittima il barone Lucien Trincant, insidiato dall'amante Esther, la quale – ingaggiata da Jean – si presenta in casa sua durante una festa privata e si esibisce in un numero di spogliarello davanti alla moglie. Minacciato dalla consorte, Trincant vorrebbe sbarazzarsi della giovane ma la trova in casa strangolata. La moglie approfitta per incastrarlo procurandogli delle ferite sulle mani mentre egli dorme sotto l'effetto dei sonniferi, che per la Polizia sono l'evidenza di una difesa da parte della vittima. Trincant finisce in manette ma per Jean la "punizione" sta nell'assassinio di Esther.
Bucklyn Paige, detto "Buck", è un giovane americano, dirigente presso un'azienda petrolifera. Jean entra nelle grazie di una delle dipendenti chiamata "Rusty" per la capigliatura fulva. La donna è il contatto con l'ignara Charlotte, moglie di "Buck", il quale, mentre è in Africa per lavoro, riceve delle lettere anonime su un presunto tradimento. Roso dalla gelosia torna in Francia per ucciderla ma anch'ella viene trovata morta per mano di Jean. Disperato "Buck" le si uccide accanto.
Prossima a cadere una giovane ragazza, figlia di uno dei bersagli del vendicatore, da questi sedotta. Nel frattempo l'ispettore Camaret è insospettito dalla cadenza degli omicidi, puntualmente il 31 maggio – data della morte di Catherine – così contatta Garisset, vedovo della prima vittima il quale, a seguito di un incontro cruento con un ubriacone, rammenta il volo e la bravata di Trincant, da tempo suicidatosi in carcere.
Allertati dall'ispettore Camaret, il maturo Veron e la sua amante cieca, cercano scampo in una crociera sul Pacifico, trincerandosi in cabina durante la data fatidica. Convinti dello scampato pericolo, la donna narra la leggenda di Samarcanda sull'ineluttabilità della morte, la quale cala puntualmente su di lei. Come infatti viene spiegato a Veron, avendo attraversato la Linea di cambiamento di data, si sono trovati nuovamente nel giorno fatale del 31 maggio.
Il cerchio va chiudendosi quando Camaret trova casualmente una foto di Catherine, risalendo alla di lei identità e provenienza. Una giovane agente di Polizia somigliante, viene abbigliata come nella fotografia, divenendo l'esca per l'uomo il quale crede di rincontrarla rediviva nel loro abituale luogo d'appuntamento. La Polizia irrompe e nonostante le suppliche della donna, che lo ritiene una poveretto bisognoso di aiuto, Jean cade sotto i colpi d'arma da fuoco. Convinto ormai di aver rivisto la sua amata, muore pregandola di aspettarlo.